# De krijgers van Sekhmet
De krijgers van Sekhmet is een stripverhaal uit de reeks van Suske en Wiske. Het is geschreven door Peter van Gucht en getekend door Luc Morjaeu. Het is het tweede verhaal van een reeks van drie verhalen; het eerste verhaal is Het oog van Ra en het derde verhaal is De verboden tempel.

## Locaties
Dit verhaal speelt zich af op de volgende locaties:
- Egypte, Londen, België, de villa van James, het huis van professor Barabas, Qata-ni-chezin (piepklein oliestaatje in Midden-Oosten), paleis van de koning met arena,

## Personages
In dit verhaal komen de volgende personages voor:
- Suske, Wiske, tante Sidonia, Lambik, Jerom, professor Barabas, James Johnson, medewerkers van James, Abukabar, Justin Johnson (steenrijke kunstverzamelaar en achterkleinzoon van James Johnson), handlangers van Justin, personeel van James, Nashwa (archeologe), koning Zahi Mahoud, Achmed en andere mannen van de koning, Napoleon, het leger van Napoleon, mammelukken, Romeinen, ambtenaar,

## Uitvindingen
In dit verhaal komt de volgende uitvinding van professor Barabas voor:
- de gyronef, teletijdmachine

## Het verhaal
In 1920 vertelt James Johnson aan Abukabar dat hij het Oog van Ra zal meenemen naar zijn huis. Abu protesteert en James legt het sieraad dan op zijn huid, zodat hij de vloek zal krijgen. Abu rent de woestijn in en James neemt het logboek van Abubakar nog mee. In het heden krijgt Justin Johnson het Oog van de man die Wiske heeft neergeschoten. Deze man wil het logboek van Abu en vertelt dat hij het Berbers dialect kan vertalen. Er staan veel archeologische vindplaatsen in beschreven, ook de tempel van Sekhmet.
Professor Barabas onderzoekt Wiske en hij ontdekt dat ze beschoten is met een pijl waarin slaapmiddel zat. Hij geeft haar een antimiddel, zodat ze zal ontwaken. Lambik maakt zich zorgen, het Oog moet binnen 25 uur terug zijn in de tempel om de vervloeking te verbreken. Suske ontdekt het adres van Justin op een sociaal netwerk en tante Sidonia vliegt samen met Lambik met de gyronef naar Londen om het Oog terug te eisen. Wiske ontwaakt en vertelt wat er is gebeurd. Dan ziet professor Barabas een man door de tuin sluipen en Suske wil hem tegenhouden. De man gooit een kistje en Suske neemt deze mee naar binnen; het blijkt voor Nashwa te zijn.
Tante Sidonia en Lambik komen bij een villa in Londen en alle personeelsleden vluchten als ze de leeuw zien. Er is nog één persoon aanwezig, maar hij kan niet voorkomen dat Lambik en tante Sidonia het Oog meenemen. Nashwa komt terug bij professor Barabas en ontdekt dat er fotokopieën van het logboek van Abu in het kistje zitten. De ligging van de tempel van Sekhmet staat er in beschreven. Ook wordt uitgelegd dat je de Krijgers van Sekhmet nodig hebt om het altaar te vinden, dit zijn drie stenen beeldjes die moed, intelligentie en kracht vertegenwoordigen. Zonder deze Krijgers zal degene die de tempel binnen gaat sterven.
Lord James Johnson had twee van deze beeldjes in zijn bezit, het derde beeldje was gestolen door het leger van Napoleon. Abu maakte een exacte kopie van dit derde beeldje en op deze manier kon James toch de tempel betreden. Nashwa ontdekt in de databank van de Egyptische archeologische dienst dat de twee beeldjes in 1952 bij Kristy's in Brussel werden geveild. Nashwa wil koning Zahi Mahoud bezoeken, hij zou banden hebben met het genootschap van Sekhmet (een geheime religieuze sekte) en heeft de leeuwenbeeldjes destijds gekocht. Tante Sidonia vliegt met de vrienden naar het oliestaatje en professor Barabas flitst Jerom met de teletijdmachine naar de expeditie van Napoleon.
Jerom redt Napoleon en zijn mannen tijdens een aanval van mammelukken en Napoleon bedankt hem daarvoor. Napoleon vraagt hoe hij Jerom kan danken en Jerom vraagt om het leeuwenbeeldje. Nashwa heeft contact gezocht met een sektelid en heeft hem overtuigd dat het gezelschap sympathieën voor de sekte heeft. Ze heeft het sektelid een cadeau beloofd en dit blijkt Lambik, de Berberleeuw, te zijn. Tante Sidonia blijft in de gyronef achter en Lamik wordt naar zijn verblijf gebracht door de onderdanen van de koning. De koning laat zijn arena zien en Wiske ziet dan de beeldjes. De koning legt uit dat deze gebruikt werden door de priesters om de tempel te betreden, maar deze sekte werd door de Romeinen uitgeroeid.
De tempel verdween in de volgende eeuwen onder het zand en de beeldjes bleven in bezit van de voorvaderen van de koning, tot een Franse soldaat een van de beeldjes meenam. Lord James Johnson liet de andere beeldjes opeisen door de politie en startte een zoektocht naar de tempel van Sekhmet. Hij kocht met de beeldjes een ambtenaar om en kon zo het land verlaten met zijn Egyptische schatten. De ambtenaar kwam in opspraak voor corruptie en verhuisde naar Brussel en zijn familie werd arm en moest de Krijgers verkopen. Sinds die tijd is de koning weer in het bezit van de beeldjes. De koning laat Suske, Wiske en Nashwa naar hun kamer brengen in afwachting van hun toetreding tot de sekte.
Het lukt om de bewaking om de tuin te leiden en de vrienden gaan op weg naar de arena, maar de koning kan het gezelschap toch tegenhouden en laat ze in de arena vechten met de leeuwen. Lambik ziet andere leeuwen en loopt met hen naar de arena. Hij kan voorkomen dat de leeuwen zijn vrienden iets aandoen en begint te praten tegen sjeik Zahi Mahoud. Lambik vertelt dat Sekhmet hem heeft gezonden en geeft opdracht om de mensen vrij te laten en hen de Krijgers mee te geven. De mannen van de sjeik vluchten, maar de sjeik herkent een slachtoffer van de vloek meteen. Tante Sidonia kan voorkomen dat hij Lambik en de vrienden neerschiet en Lambik laat de leeuwen over de koning waken.
Suske, Wiske en Nashwa gaan op weg naar de beeldjes en Lambik en tante Sidonia gaan naar de gyronef. Het lukt de koning om telefonisch contact te krijgen met Achmed en hij biedt een flinke bonus voor iedereen die de leeuw kan vangen. De mannen schieten op de gyronef, maar tante Sidonia legt dan uit dat professor Barabas deze met een nieuwe uitvinding heeft behandeld. De kogels dringen niet door deze pantserverf, maar Suske, Wiske en Nashwa moeten vluchten. Zij kunnen via de toren van het paleis toch in de gyronef klimmen. Het gezelschap vliegt naar Caïro om Jerom en professor Barabas op te pikken. Ook het Oog van Ra en het derde beeldje worden meegenomen en dan vliegen de vrienden door naar de tempel van Sekhmet.
Jerom zal te voet volgen, want hij is nog altijd allergisch voor Lambik. De gyronef landt in de woestijn en de vrienden wachten op Jerom, zodat hij de tempel vrij kan maken. Dan stopt er een auto en Justin en zijn mannen stappen uit. Hij eist de spullen op, maar dan valt Lambik hem aan overmeesterd hem. De mannen van Justin geven zich over, maar dan eist Nashwa dat Lambik Justin laat gaan. Ze heeft een pistool tegen het hoofd van tante Sidonia en dreigt haar te doden.